# Aleksiej Katyszew
Aleksiej Jurjewicz Katyszew (ros. Алексе́й Ю́рьевич Ка́тышев; ur. 17 marca 1949, zm. 30 listopada 2006 w Jałcie) – radziecki aktor. Najbardziej znany z ról pierwszoplanowych w filmowych baśniach Aleksandra Rou: Ogień, woda i miedziane trąby oraz Królewna z długim warkoczem. 

## Wybrana filmografia
- 1968: Ogień, woda i miedziane trąby jako Wasia
- 1969: Królewna z długim warkoczem jako Andriej, syn rybaka